# WASP-103b
WASP-103 b es un exoplaneta gaseoso, más específicamente un júpiter caliente, ubicado en la constelación de Hércules que orbita la estrella WASP-103. Posee una forma ovalada, similar a la de un balón de rugby, gracias a la fuerza de gravedad que ejerce su estrella. Es el primer exoplaneta al cual se le detecta una deformación.

## Características
Es 1.5 veces más masivo, casi dos veces más grande y veinte veces más caliente que Júpiter; estos datos sugieren que WASP-103 b tiene una estructura interior similar a la de dicho planeta. Su órbita dura menos de un día, pues se encuentra a 0.01987 unidades astronómicas de su estrella, hecho que también le da su forma ovalada. A pesar de estar muy cerca de su sol, parece alejarse de este, en lugar de acercarse, dando pie a la teoría de que se trate de un sistema binario, o que la órbita del exoplaneta en cuestión sea elíptica.